# پرایا مانوپاکورن نیتیتادا
پرایا مانوپاکورن نیتیتادا (تایلندی: พระยามโนปกรณ์นิติธาดา؛ ۱۵ ژوئیهٔ ۱۸۸۴ – ۱ اکتبر ۱۹۴۸) سیاستمدار اهل تایلند بود. او از ۲۸ ژوئن ۱۹۳۲ تا ۲۰ ژوئن ۱۹۳۳ به عنوان اولین نخست‌وزیر این کشور خدمت نمود.
پرایا مانوپاکورن نیتیتادا در ۱ اکتبر ۱۹۴۸، در سن ۶۴ سالگی درگذشت.